# ديكاتلون
ديكاتلون هي سلسلة متاجر فرنسية متخصصة في المعدات الرياضية تأسست سنة 1976 بفيلينوف داسك.